# Toshinari Miyamoto
Toshinari Miyamoto (jap. 宮本 利成, Miyamoto Toshinari) ist ein früherer japanischer Skeletonpilot.
Toshinari Miyamoto nahm in der zweiten Hälfte der 1990er Jahre an internationalen Skeletonrennen teil. Sein erstes Rennen bestritt er bei der Skeleton-Weltmeisterschaft 1996 in Calgary und wurde dort 40. Dieselbe Platzierung erreichte er im Januar 1997 auch bei seinem ersten Einsatz in La Plagne im Skeleton-Weltcup. Ein Jahr später erreichte er mit Rang 19 in Calgary sein bestes Resultat im Weltcup. In der Gesamtwertung der Saison 1997/98 belegte er Platz 33. Die WM 1998 beendete Miyamoto in St. Moritz auf Platz 29. Sein letztes Rennen im Weltcup bestritt der Japaner im Dezember 1999 in Nagano und wurde dort 30. Bei den nationalen Titelkämpfen 1999 belegte Miyamoto gemeinsam mit Yūki Nozawa hinter Kazuhiro Koshi den zweiten Rang.